# Oleg Kaszyn
Oleg Kaszyn (ur. 1980) – rosyjski dziennikarz, m.in. gazety "Kommiersant". Krytykował powiązania ekonomii z polityką, korupcję, odnosił się krytycznie do rządzących polityków i prokremlowskich organizacji młodzieżowych, opisywał wystąpienia opozycji. Został zaatakowany i ciężko pobity przez nieznanych sprawców w nocy z 5 na 6 listopada 2010 w Moskwie. Kaszyna poturbowało dwóch napastników, gdy wracał do domu tuż po północy czasu moskiewskiego. Ze złamaną nogą, pękniętą żuchwą, wyłamanymi palcami i uszkodzoną czaszką został przewieziony do szpitala, gdzie poddano go operacji. Jego wypadek został nagłośniony przez media w Rosji i za granicą. Według świadków, atak nie był spontaniczny, lecz starannie przygotowany. Bandyci czekali na Kaszyna w pobliżu jego domu, z kwiatami w rękach. W bukiecie ukryli żelazny pręt lub kawałek rury. Pobicie zarejestrowała kamera telewizji przemysłowej, która znajduje się na domu dziennikarza przy ulicy Piatnickiej 28, w centrum Moskwy. Jego koledzy wiążą napad z działalnością zawodową dziennikarza. Przełożony dziennikarza Michaił Michajlin oświadczył, iż fakt, że Kaszyna nie obrabowano - a miał przy sobie telefon, pieniądze i dokumenty - oraz że połamano mu palce, może świadczyć o tym, iż jest to zemsta za jego artykuły. Obrońca praw człowieka Aleksandr Brod oznajmił, iż dziennikarza "bito po palcach, jakby chcąc powiedzieć, że więcej nie weźmie do ręki pióra, ani nie zasiądzie przy komputerze". W ocenie Broda jest to próba zastraszenia całego środowiska dziennikarskiego w Rosji.
Komentując kryzys krymski, Oleg Kaszyn 7 marca 2014 r. umieścił na swoim blogu następujący wpis:

А я, кстати, давно считаю, и не передумал, что Бандера и Шухевич все делали правильно, и их борьба была оправданна. Разумеется, это национальные герои Украины, и жаль, что у русских не было своего Бандеры.
A ja dawno uważam, i nie zmieniłem zdania, że Bandera i Szuchewycz robili wszystko prawidłowo, a ich walka była usprawiedliwiona. Rozumie się, że to narodowi bohaterowie Ukrainy, i szkoda, że Rosjanie nie mieli swojego Bandery.